# Acrotomodes polla
Acrotomodes polla là một loài bướm đêm trong họ Geometridae.